# Cantó de Le Lion-d'Angers
El cantó de Le Lion-d'Angers és una antiga divisió administrativa francesa del departament de Maine i Loira, situat al districte de Segré. Té 11 municipis i el cap es Le Lion-d'Angers. Va desaparèixer el 2015.

## Municipis
- Andigné
- Brain-sur-Longuenée
- Chambellay
- Gené
- Grez-Neuville
- La Jaille-Yvon
- Le Lion-d'Angers
- Montreuil-sur-Maine
- La Pouëze
- Pruillé
- Vern-d'Anjou

## Història
| Data d'elecció                           | Identitat                | Partit                     | Qualitat |
| ---------------------------------------- | ------------------------ | -------------------------- | -------- |
| 1945-1962                                | Joseph Halligon          | app. MRP                   |          |
| 1962-1988                                | Maurice Foucher          | Divers droite              |          |
| 1982-2001                                | André Thibault           | UDF-CDS                    |          |
| 2001-2015                                | Jean-François Bonsergent | Divers droite, després UMP |          |
| les dades anteriors no són pas conegudes |                          |                            |          |
|                                          |                          |                            |          |

## Demografia
| A partir de 1990: Població sense dobles comptes |